# Shim Jae-hong
Shim Jae-hong, född den 28 augusti 1968, är en sydkoreansk handbollsspelare.
Han tog OS-silver i herrarnas turnering i samband med de olympiska handbollstävlingarna 1988 i Seoul.